# روانشناسی خود
روانشناسی خود، مطالعه شناخت کارکرد یا عاطفه نمایندگی از هویت یا موضوع تجربه است. اولین فرمول خود، در روانشناسی مدرن حاصل از تمایز میان خود به عنوان من با ذهنی آگاه و خود را به عنوان منشی است که شناخته شده‌است.
در جریان شکل‌گیری خود در روانشناسی موقعیت، خود به عنوان بخشی جدایی ناپذیر در انگیزه انسان و شناخت و هویت اجتماعی تأثیر می گذارد . ممکن است در این مورد ما بتوانیم در حال حاضر خود را در فرایند عصبی شناختی تجربه کنیم که به ما بینش در زمینه عناصر پیچیده موقعیت خود مدرن و هویت می‌دهد.
خود دارای جنبه‌های بسیاری است که به کلیت آن کمک می‌کند مانند خود آگاهی، با اعتماد به نفس،دانش در مورد خود و درک خود. تمام قطعات خود، افراد را قادر به تغییر دادن، تغییر، اضافه کردن و تغییر جنبه‌های خود به منظور به دست آوردن پذیرش اجتماعی در جامعه می‌کند. "احتمالاً بهترین توصیف از ریشه یگانگی خویشتن است که خویشتن را به بودن در رابط بین درونی فرایندهای بیولوژیکی بدن انسان و شبکه فرهنگی اجتماعی شبکه که فرد به آن تعلق دارد قادر می سازد."